# Рідинний ракетний двигун відкритого циклу

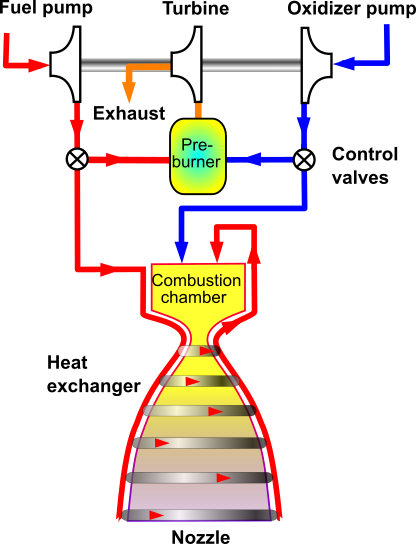
Схема відкритого циклу роботи РРД з незалежним газовим генератором. Частина палива і окислювача спалюється окремо для роботи паливних насосів з подальшим Позбавлення від газу. Більшість РРД використовують паливо для охолодження сопел.

«РРД з відкритим циклом» (англ. Gas-generator cycle) — схема роботи рідинного ракетного двигуна, що використовує два рідких компоненти — пальне і окислювач. Частина палива спалюється в газогенераторі і отриманий гарячий газ — часто званий генераторним газом — використовується для приведення в дію паливних насосів, після чого скидається. Відкриту схему РРД також називають газогенераторним циклом. У деяких випадках, для приводу турбіни використовується окреме паливо, зокрема, однокомпонентне, таке, як гідроген пероксид, розкладається в каталітичному газогенераторі. Так отримують генераторний газ двигуни давньої розробки, втім, деякі з них, такі, як РД-107, РД-108, вельми активно використовуються і зараз. Також використовувалися твердопаливні газогенератори з шашкою спеціальної форми, що забезпечує сталість горіння (а, значить, і частоти обертання турбонасосного агрегату) під час роботи. За такою схемою працював пусковий газогенератор з порохової шашкою для розкрутки турбіни і запуску основного газогенератора двигуна РРД радянської ракети  8К14 («Скад») і аналогічних їй.
Існують певні переваги відкритого циклу в порівнянні з РРД закритого циклу. В даному випадку немає необхідності забезпечувати подачу отриманого генераторного газу в камеру згоряння, що знаходиться під високим тиском, що дозволяє турбіні виробляти більше енергії і збільшити тиск в камері згоряння, таким чином збільшуючи питомий імпульс або ефективність. Також це зменшує знос турбіни, збільшує її надійність, скорочує вартість виробництва і збільшує час служби турбіни, що особливо важливо в разі застосування на багаторазової системи.
Основним недоліком є втрата ефективності в силу невикористаного для створення тяги палива, хоча ця втрата ефективності може бути компресована створенням двигунів з більш високим тиском в камері згоряння, що призводить до зростання практичного ККД. Відпрацьований генераторний газ часто скидається через окреме сопло, створюючи тим самим додаткову тягу. Але навіть в цьому випадку, відкритий цикл має тенденцію бути менш ефективним у порівнянні з закритим циклом з допалюванням генераторного газу (англ. staged combustion cycle, «цикл поетапного згоряння»).
Як і в більшості кріотехнічних РРД, при відкритому циклі частина палива використовується для охолодження сопла, стінок камери згоряння і газогенератора. Існуючі в даний час конструкційні матеріали не в змозі протистояти екстремальних температур при спалюванні палива і окислювача. Використовуючи сучасні технології та матеріали, охолодження дозволяє використовувати РРД протягом більш тривалого часу. Без охолодження камер згоряння і сопел, двигун піддався б катастрофічного руйнування.
Останніми прикладами розроблених двигунів відкритого циклу є Мерлін на ракеті Falcon 9 (SpaceX), BE-3 від Blue Origin і Вулкан на Аріан-5 (ЄКА).